# Николаевский, Юрий Ильич
Ю́рий Ильич Николаевский (10 декабря 1925, Москва, СССР — 29 ноября 2003, Москва, Россия) — советский и российский дирижёр, альтист.

## Биография
Окончил Московскую консерваторию по классу альта (1949). После выпуска работал концертмейстером в оркестре Всесоюзного радио, выступал как солист-альтист.
В 1955 году окончил дирижерский факультет Ленинградской консерватории (ученик профессоров Э. П. Грикурова и Н. С. Рабиновича). Работал помощником концертмейстера в оркестре Ленинградской филармонии. Дирижерскую карьеру начал в Томске, руководил оркестрами Новосибирска, Хабаровска.
В 1966—1971 гг. — главный дирижер Воронежского симфонического оркестра. В этот период Николаевский начинает активную работу по пропаганде музыки современных композиторов.
Пройдя по конкурсу на должность дирижера Государственного симфонического оркестра кинематографии СССР, переехал в Москву (в конце 1971). Записал музыку ко многим фильмам, среди которых «Восхождение», «Приключения Травки», «Возвращение Будулая» и многим другим.
Во 2-й половине 1970-х годов одновременно возглавил ансамбль студентов и аспирантов Московской консерватории, где солистами выступали О. Каган, Н. Гутман, Ю. Башмет. С ансамблем тесно сотрудничал С. Рихтер. Ансамбль под управлением Николаевского осуществил премьерное исполнение третьего скрипичного концерта Альфреда Шнитке. Известна запись камерного концерта Альбана Берга, осуществлённая Николаевским с Рихетром, Каганом и ансамблем Московской консерватории на лейбле EMI.
С 1991 по апрель 2003 года — дирижёр Омского камерного оркестра. В качестве дирижёра вёл активную концертную деятельность, гастролировал за рубежом.
Умер в Москве 29 ноября 2003 года.